# فلاویوس دومیده
فلاویوس دومیده (رومانیایی: Flavius Domide؛ زادهٔ ۷ مهٔ ۱۹۴۶) بازیکن و مربی فوتبال اهل رومانی بود.
وی همچنین در تیم ملی فوتبال رومانی بازی کرده‌است.